# Gedrite
La gedrite (simbolo IMA: Ged) è un raro minerale del supergruppo dell'anfibolo, all'interno del quale viene collocato nel "gruppo degli anfiboli con W(OH,F,Cl)-dominante" e da lì al sottogruppo degli anfiboli di magnesio-ferro-manganese; essendo un anfibolo, appartiene agli inosilicati e pertanto alla famiglia minerale dei "silicati", e possiede composizione chimica ☐Mg2(Mg3Al2)(Si6Al2)O22(OH)2.
La gedrite è definita con:
- catione magnesio Mg2+ dominante sia in posizione B che in posizione C2+
- catione alluminio Al3+ dominante in posizione C3+.

## Etimologia e storia
La gedrite è stata scoperta da Adolphe d'Archiac nella valle di Héas nei pressi di Gèdre (nel dipartimento degli Alti Pirenei, Francia) e descritta per la prima volta nel 1836 da Ours-Pierre-Armand Petit-Dufrénoy.

## Classificazione
La classica nona edizione della sistematica dei minerali di Strunz, aggiornata dall'Associazione Mineralogica Internazionale fino al 2009, elenca la gedrite nella classe "9. Silicati (germanati)" e da lì nella sottoclasse "9.D Inosilicati"; questa viene suddivisa più finemente in base alla struttura cristallina del minerale, in modo tale che la gedrite possa essere trovata nella sezione "9.DE Inosilicati con catene doppie di periodo 2, Si4O11; clinoanfiboli" dove forma il sistema nº 9.DE.05.
Tale classificazione viene mantenuta quasi invariata anche nell'edizione successiva, proseguita dal database "mindat.org" e chiamata Classificazione Strunz-mindat, nella quale la gedrite si trova nelle medesime classe e sottoclasse ma, in seguito alla scoperta che la gedrite è ortorombica e non monoclina, la sezione cambia diventando "9.DD Inosilicati con catene doppie di periodo 2, Si4O11; ortoanfiboli" con il sistema nº 9.DD.05.
Nella Sistematica dei lapis (Lapis-Systematik) di Stefan Weiß la gedrite si trova nella classe dei "silicati" e nella sottoclasse degli "inosilicati"; qui si trova nella sezione riservata ai minerali con struttura "[Si4O11] a due bande 6-; anfiboli ortorombici" dove forma il sistema nº VIII/F.12.
Anche la classificazione dei minerali secondo Dana, usata principalmente nel mondo anglosassone, elenca la gedrite nella famiglia dei "silicati", qui è nella classe degli "inosilicati: catene doppie non ramificate, W=2" e nella sottoclasse degli "inosilicati: catene doppie non ramificate, configurazione anfibolo W=2" dove forma il sistema nº 66.01.02.

## Abito cristallino
La gedrite cristallizza nel sistema ortorombico nel gruppo spaziale Pnma (gruppo nº 62) con i parametri di cella a = 18,594 Å, b = 17,890 Å e c = 5,304, oltre ad avere 4 unità di formula per cella unitaria.

## Origine e giacitura
La gedrite è diffusa in rocce metamorfiche di grado medio-alto, ma anche in rocce metamorfiche di contatto metasomatizzate. La paragenesi è con antofillite, biotite, cianite, cordierite, cummingtonite, granato, orneblenda, quarzo, saffirina, sillimanite e staurolite.
Il minerale è piuttosto raro ed è stato trovato in una settantina di siti sparsi per il mondo. Qui si ricorda solo la sua località tipo, Gèdre (Occitania, Francia).

## Forma in cui si presenta in natura
La gedrite è stata trovata sotto forma di aghi in aggregati a forma di covone di grano. Il minerale è da trasparente a traslucido con lucentezza vitrea; il colore va dal grigio-verdastro pallido al marrone, mentre il colore del suo striscio è sempre bianco.